# Andrew Hamilton Gault
Andrew Hamilton Gault, kanadski general in politik, * 18. avgust 1882, † 28. november 1958.
Leta 1924 je bil izvoljen v Parlament Združenega kraljestva.